# Повстання Юрієвої ночі (1343–45)
Селя́нська війна́ в Есто́нії (Повстання Юрієвої ночі; ест. Jüriöö ülestõus) — повстання, національно-визвольний рух за звільнення Естонії від німецького та данського гніту.
Почалося вночі проти 23 квітня 1343 року на святого Юрія на землі Хар'юмаа. Повсталі, зібравши близько 10 тисяч ополченців, почали облогу Таллінна. Відтак повстання поширилося на землю Ляенемаа.
14 травня 1343 року в бою під Таллінном повстанців було розгромлено. Виступ у Ляенемаа теж зазнав поразки.
24 липня 1343 повстання спалахнуло на о. Сааремаа, його підтримали в землі Хар'юмаа. На кінець 1343 об'єднані сили Лівонського ордену і Тевтонського ордену придушили повстання у материковій частині, а відтак і на острові Сааремаа — весною 1345 року.